# Мікросат
Мікросат  — український науково-технологічний супутник.
Супутник розробляється в рамках Національної космічної програми України та призначений для проведення спостереження динамічних процесів в іоносфері Землі й технологічних експериментів в умовах космічного простору з відпрацювання бортових приладів та елементів перспективних космічних апаратів.
Для проведення наукових досліджень іоносфери до складу корисного навантаження супутника входить комплекс наукової апаратури «Іоносат-Мікро», окремі датчики якого розміщуються та розгортаються штангах довжиною понад 2 м.
Супутник створюється на базі платформи МС-2, яка була застосована на запущеному 2011 супутнику «Січ-2».

## Опис
Склад комплексу технологічної апаратури:
- аміачна рушійна установка
- малогабаритна астовимірювальна система (МАВС-Б)
- швидкісна інформаційна радіолінія (ШІРЛ)
- нові зразки сонячної та хімічної батарей

Призначення:
- спостереження динамічних процесів в Іоносфері Землі
- технологічні експерименти в умовах космічного простору

Основні характеристики:
Маса: 195 кг
Орбіта: сонячно-синхронна
- висота: — 668 км
- нахил: 98,1°

Орієнтація:
- тип: тривісна активна
- похибка орієнтації: не гірше 5°
- похибка стабілізації: не гірше 0,017 с

Склад комплексу наукової апаратури:
- магнітно-хвильовий комплекс у складі: хвильові зонди — електричний зонд
- ферозондовий магнітометр
- блок електроніки
- комплекс датчиків кінетичних параметрів частинок іоносферної плазми у складі:

- датчик нейтральних частинок
- датчики заряджених частинок

- блок електроніки
- аналізатор спектра електричного поля

• СР5-ГЛ0НАСС вимірювач повного електронного складу
- система збору наукової інформації

Термін існування: 3 роки